# Mort d'un personnage
Mort d'un personnage est un roman écrit par Jean Giono, publié initialement de juin à juillet 1948 dans la Revue de Paris. Il clôt chronologiquement le groupe d'œuvres appelé « Cycle du Hussard », ainsi nommé parce que certains des personnages du Hussard sur le toit y réapparaissent, et qui rassemble, dans l'ordre de leur diégèse (qui ne correspond pas à l'ordre de publication) :
- Le Bonheur fou (action vers 1820 ; publié en 1957) ;
- Les Récits de la demi-brigade (action vers 1830 ; publication posthume en 1972) ;
- Angelo (action en 1832 ; publié en 1953) ;
- Le Hussard sur le toit (action en 1832 ; publié en 1951) ;
- Mort d'un personnage (action à la fin du XIXe siècle ; publié en 1948).

## Intrigue
Ayant vendu son domaine de La Valette, Pauline de Théus vient finir sa vie, à Marseille, chez son fils M. Pardi, administrateur de l'Entrepôt des aveugles. Angelo Pardi, le petit-fils de Pauline et du Hussard, nous raconte la vieillesse et la mort de ce personnage...

## Éditions
- 1965 - Mort d'un personnage, Éditions Gallimard.
- 1977 - Mort d'un personnage, in Jean Giono - Œuvres romanesques complètes, Tome IV (1753 pages), Éditions Gallimard, Bibliothèque de la Pléiade, Édition établie par Robert Ricatte avec la collaboration de Pierre Citron, Henri Godard,  (ISBN 9782070108824)